# Tobias Foss
Tobias Svendsen Foss (ur. 25 maja 1997 w Vingrom) – norweski kolarz szosowy.

## Osiągnięcia
Opracowano na podstawie:

2014
- 3. miejsce w mistrzostwach Norwegii juniorów (start wspólny)
- 2. miejsce w mistrzostwach Norwegii juniorów (jazda indywidualna na czas)
- 3. miejsce w mistrzostwach Europy juniorów (jazda indywidualna na czas)

2015
- 1. miejsce w mistrzostwach Norwegii juniorów (start wspólny)
- 2. miejsce w mistrzostwach Europy juniorów (jazda indywidualna na czas)

2016
- 3. miejsce w ZLM Tour
  - 1. miejsce na 1. etapie (jazda drużynowa na czas)

2017
- 1. miejsce w klasyfikacji młodzieżowej Glava Tour of Norway

2018
- 1. miejsce w klasyfikacji młodzieżowej Okolo Slovenska

2019
- 1. miejsce w klasyfikacji młodzieżowej Volta ao Alentejo
- 3. miejsce w Liège-Bastogne-Liège U23
- 1. miejsce w Tour de l’Avenir

2020
- 2. miejsce w mistrzostwach Norwegii (jazda indywidualna na czas)

2021
- 1. miejsce w mistrzostwach Norwegii (jazda indywidualna na czas)
- 1. miejsce w mistrzostwach Norwegii (start wspólny)

2022
- 1. miejsce w mistrzostwach Norwegii (jazda indywidualna na czas)
- 1. miejsce w mistrzostwach świata (jazda indywidualna na czas)
- 2. miejsce w Chrono des Nations

## Rankingi
| Rok             | 2016 | 2017  | 2018 | 2019 | 2020 | 2021 | 2022 | 2023 | 2024 |
| --------------- | ---- | ----- | ---- | ---- | ---- | ---- | ---- | ---- | ---- |
| World Ranking   | 909. | 1114. | 682. | 237. | 359. | 154. | 113. | 338. | 269. |
| UCI Europe Tour | 592. | 731.  | 606. | 197. | 294. | 132. | 95.  | -    | -    |
|                 |      |       |      |      |      |      |      |      |      |
| Źródło: UCI     |      |       |      |      |      |      |      |      |      |